# Ousha (ville)
Pour les articles homonymes, voir Ousha.
Ousha (hébreu:אושא) était une ville de Galilée occidentale, située entre les villes actuelles de Kiryat-Ata et de Shefa Amr en Israël. Le Sanhédrin y a été transféré depuis Yavné à deux reprises, au IIe siècle (vers 135 EC). Le fait qu'il s'y soit fixé jusqu'à sa dissolution, à l'époque de Hillel II, indique la suprématie spirituelle que la Galilée remporta sur la Judée, après que celle-ci fut massivement dépeuplée à la suite des guerres menées par Hadrien. De nombreux disciples de Rabbi Akiva, dont Juda ben Ilaï, en sont originaires ou y ont résidé.